# Casa Capșa

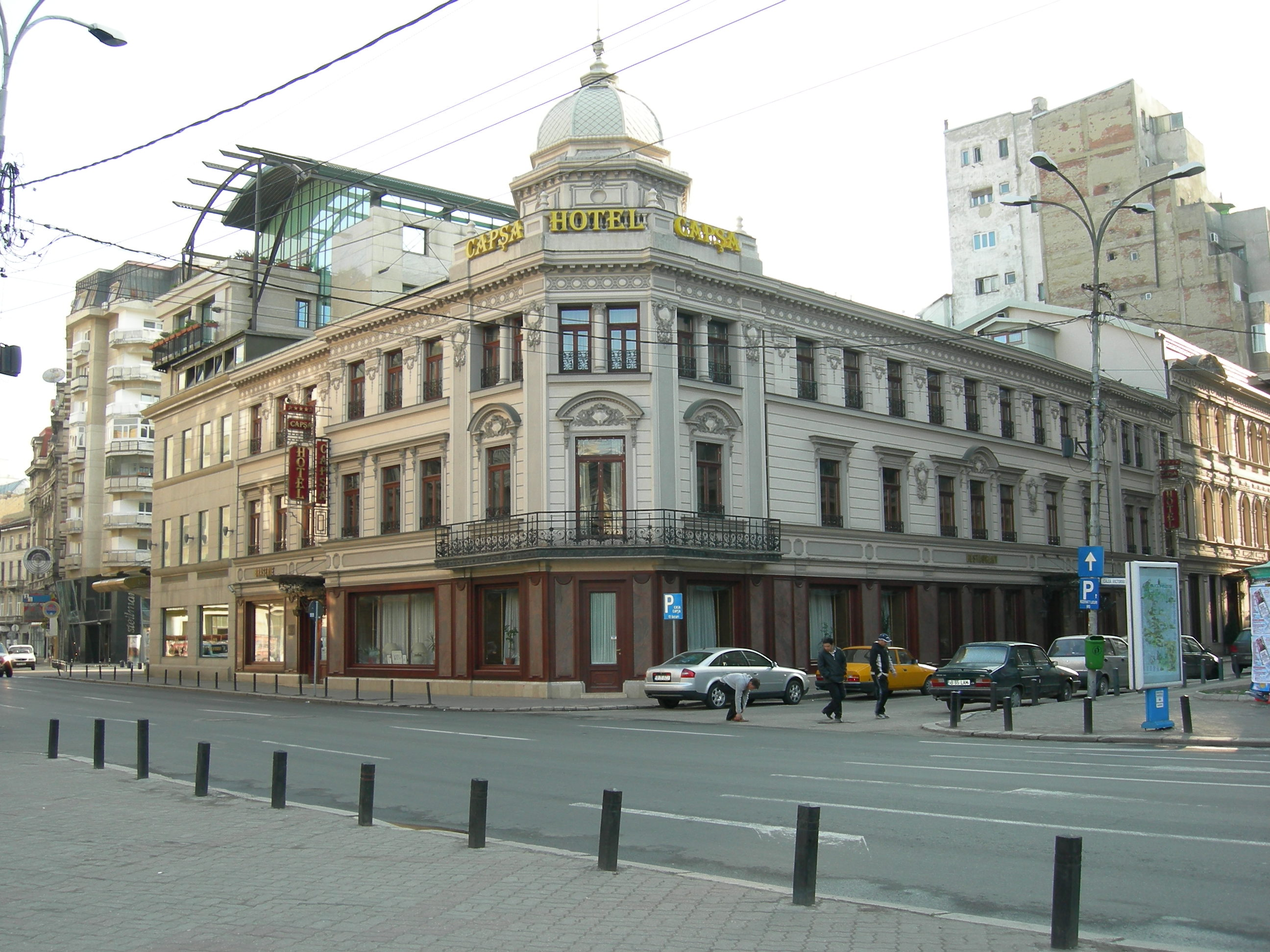
Casa Capșa en 2006

La Casa Capșa ou en français maison Capșa est un hôtel-restaurant situé à Bucarest, capitale de la Roumanie.

## Situation
L'établissement s'élève au n°36 de l'avenue de la Victoire, à l'intersection avec la rue Edgar-Quinet, en face du Cercle militaire.

## Histoire

### L'origine

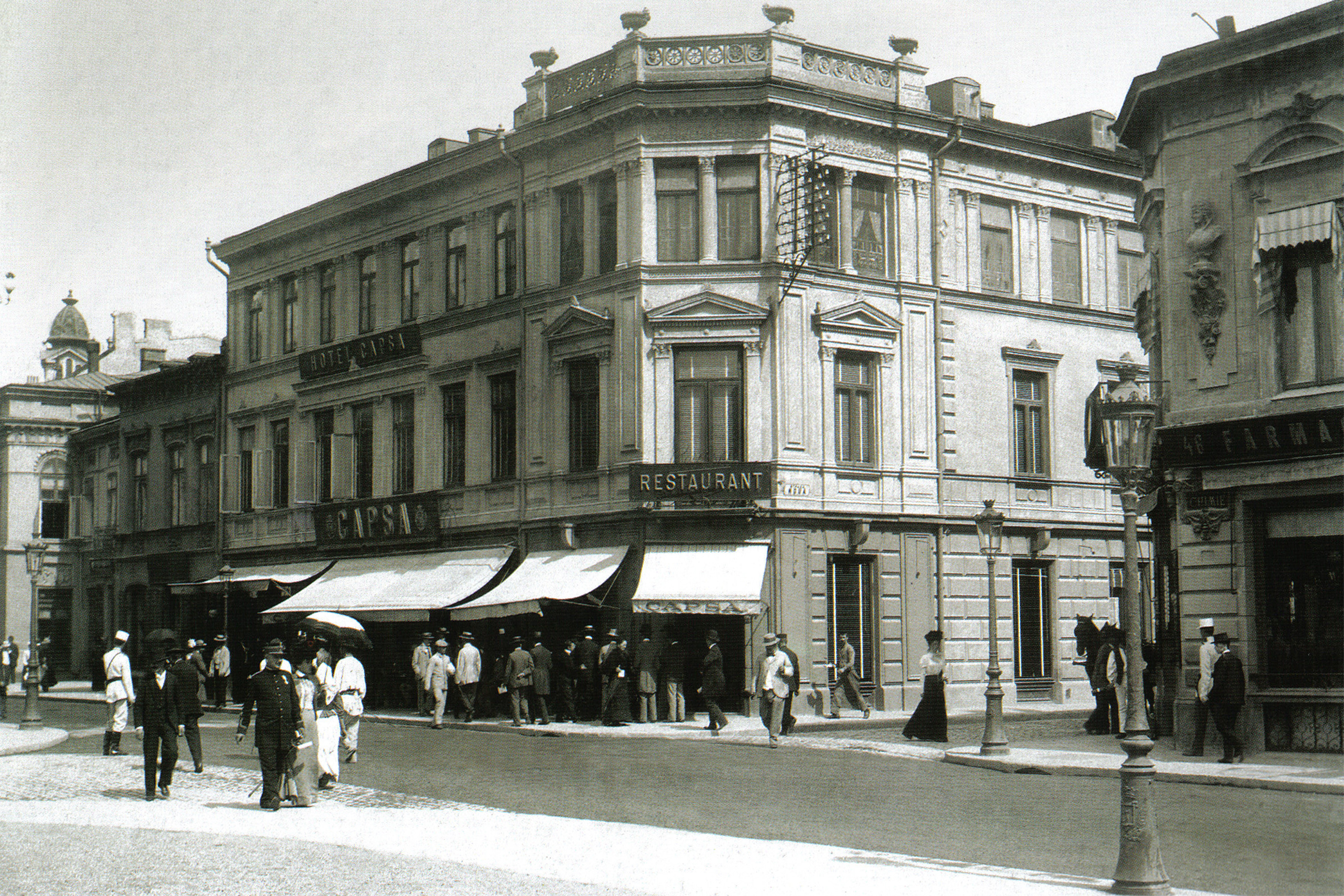
La Casa Capșa en 1900

Avant de devenir la Casa Capșa, l’immeuble est construit en 1852 par un juge de paix nommé Slatineanu et porte son nom jusqu'en 1874, date à laquelle la famille Capșa la rachète.
L’histoire de la Casa Capșa est liée au destin d’une famille macédo-roumaine descendants du fourreur Dumitru Capșa arrivé à Bucarest après la destruction complète par l’artillerie ottomane en 1788 de Moscopole. De ses douze enfants, les quatre garçons, Vasile, Anton, Constantin et Grigore sont liés à la destinée de la Casa Capșa. 
Vasile commence son apprentissage auprès du confiseur Alexandru Elefterescu. Après quatre années d’apprentissage, il crée avec l’aide de son frère Anton le 6 juillet 1852, la confiserie Au deux frères, Anton et Vasile Capșa, située sur la rue de Mogosoaia, actuellement avenue de la Victoire, un peu plus au nord de la Casa Capșa actuelle.
Fins commerçants, les deux frères comprennent rapidement que l’emballage valorise la marchandise, et ils créent une nouvelle mode. Au fil du temps, les deux autres frères rejoignent l'établissement.

### L'Âge d'or de la Casa Capșa

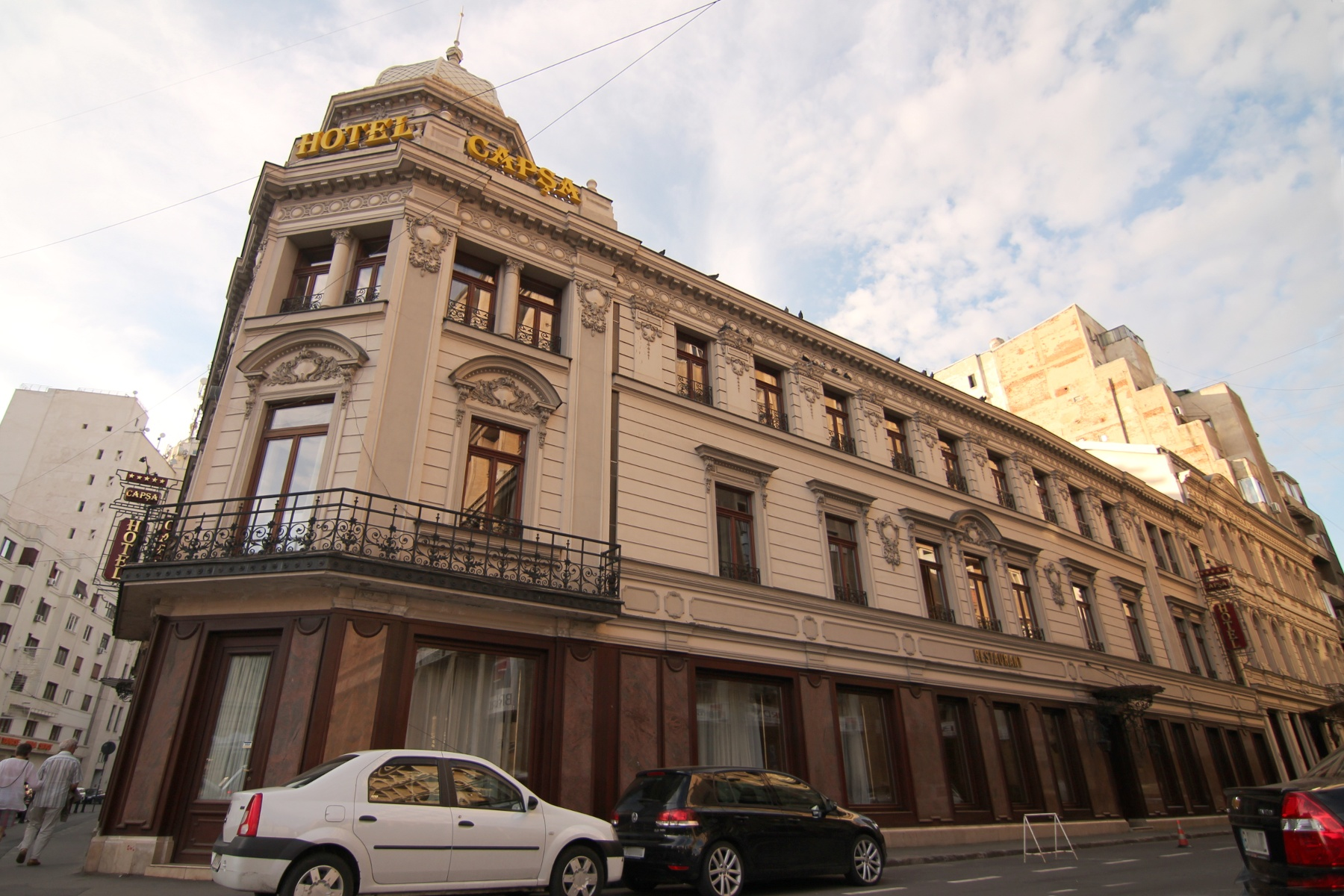
Casa Capșa

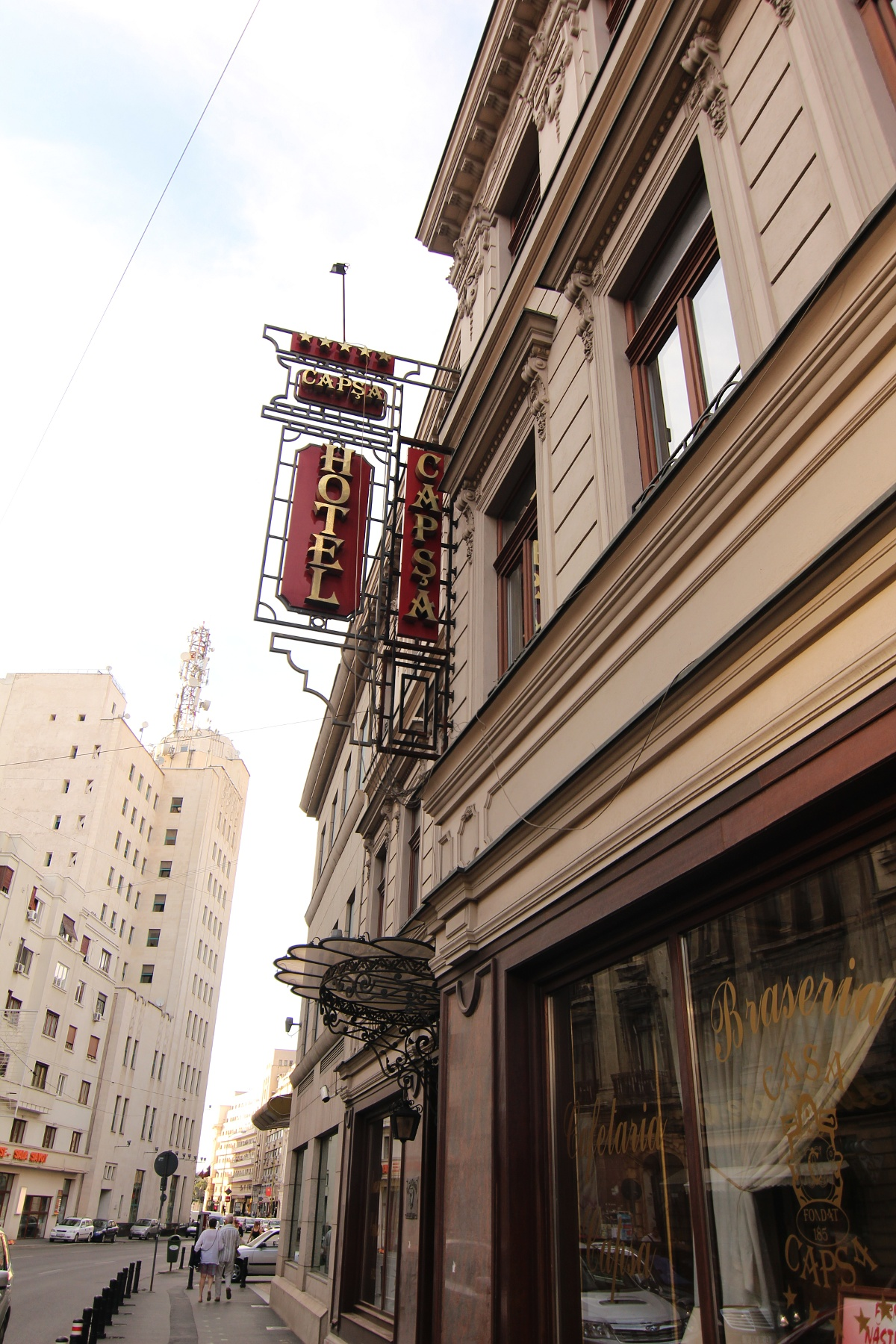
Casa Capșa du côté de l'avenue de la Victoire

Grigore est celui qui fait la renommée de la maison. Envoyé en France, dans la fameuse Maison Boissier à Paris par ses frères Anton et Vasile, pour apprendre la pâtisserie et la confiserie, il se révèle être un apprenti surdoué. Grigore est ainsi le seul étranger à pouvoir participer au Salon de Paris, où il impressionne l’impératrice Eugénie avec ses friandises. D'ailleurs, Grigore refuse la proposition de devenir le fournisseur de la cour impériale française. 
À son retour au pays en 1868, Grigore Capșa ouvre la Casa Capșa, où les confiseries d'inspiration française lui font rapidement une réputation à l'échelle continentale. Mais en 1876, Constantin prend du recul et Grigore dirige désormais seul la maison.
En 1881, la Casa Capșa devient un restaurant à service complet. En 1886, l'établissement s'agrandit d'un salon de thé qui allait devenir le célèbre Café Capșa.
Durant toutes ces années glorieuses, tout le gratin roumain se doit d’y faire un détour comme Dan Barbilian, le critique Șerban Cioculescu, le poète Vlaicu Barna, les écrivains Liviu Rebreanu, Camil Petrescu, Corneliu Moldovan, Tudor Arghezi, Ionel Teodoreanu et Ion Minulescu ainsi que des hommes politiques, des diplomates étrangers, des acteurs, etc.
Après la disparition de Grigore Capșa, La Casa Capșa maintiendra sa renommée de symbole de Bucarest jusqu’au milieu du XXe siècle.

#### Distinctions
En 1869, Grigore Capșa devient le fournisseur de la cour princière et en 1882 de la Maison royale. 
L'établissement se voit attribuer la « grande médaille » à l’exposition de Vienne de 1873, puis la « médaille d'or » à l’exposition de Bucarest en 1881, et enfin la « grande médaille d’or » à l'Exposition universelle de Paris de 1889.

### Casa Capșa sous le communisme
Lorsque le Parti communiste prend le pouvoir en 1948, les autorités ferment la Casa Capșa qui rappelle les « fastes bourgeois ». Le restaurant continue cependant d'être exploité sous le nom Bucarest. Brasserie et Restaurant.

### Casa Capșa de nos jours
Après la révolution roumaine de 1989, l'établissement fait l'objet de plusieurs campagnes de restauration de qualité qui lui permettent de retrouver un second souffle et d’ouvrir à nouveau ses portes en 2003 sous sa dénomination d'origine.